# Stor kudu
Den store kudu (Tragelaphus strepsiceros), eller blot kaldt kudu, er en stor antilope i underfamilen Bovinae blandt de skedehornede pattedyr. Den er udbredt gennem hele den østlige og sydlige del af Afrika, hvor den lever i åben skov eller på buskbevoksede skråninger, ofte i klippeområder eller bjerge.

## Beskrivelse
Den store kudu er en af de største antiloper. Tyren vejer 190-270 kg med en skulderhøjde på op til 160 cm. Køerne vejer 120-210 kg og kan have en skulderhøjde på kun 100 cm. Pelsen er grå eller rødbrun med hvide striber på kroppen. På snuden findes en tydelig hvid V-tegning samt andre hvide tegninger. Ørerne er store og runde. Halen er 30-55 cm lang. Kun tyren har horn, der kan blive op til 170 cm lange, de længste blandt antiloperne.

## Underarter
Der findes mindst tre underarter:
- Tragelaphus strepsiceros strepsiceros – fra det sydlige Kenya til Namibia, Botswana og Sydafrika
- T. s. chora – fra det nordlige Kenya gennem Etiopien til det østlige Sudan, vestlige Somalia og Eritrea
- T. s. cottoni – Tchad og det vestlige Sudan